# Olympische Sommerspiele 2020/Teilnehmer (Frankreich)
| Gelbes Symbol für Goldmedaillen mit stilisierten Olympischen Ringen | Graues Symbol für Silbermedaillen mit stilisierten Olympischen Ringen | Braundes Symbol für Bronzemedaillen mit stilisierten Olympischen Ringen |
| ------------------------------------------------------------------- | --------------------------------------------------------------------- | ----------------------------------------------------------------------- |
| 10                                                                  | 12                                                                    | 8                                                                       |

Frankreich nahm an den Olympischen Spielen 2020 in Tokio mit 380 Sportlern in 33 Sportarten teil. Es war die insgesamt 28. Teilnahme an Olympischen Sommerspielen.

## Teilnehmer nach Sportarten

### Badminton
| Athleten                     | Wettbewerb | Gruppenphase                         | Gruppenphase       | Gruppenphase | Gruppenphase | Achtelfinale  | Achtelfinale  | Viertelfinale | Viertelfinale | Halbfinale    | Halbfinale    | Finale        | Finale        | Rang          |
| Athleten                     | Wettbewerb | Gegner                               | Ergebnis           | Punkte       | Rang         | Gegner        | Ergebnis      | Gegner        | Ergebnis      | Gegner        | Ergebnis      | Gegner        | Ergebnis      | Rang          |
| ---------------------------- | ---------- | ------------------------------------ | ------------------ | ------------ | ------------ | ------------- | ------------- | ------------- | ------------- | ------------- | ------------- | ------------- | ------------- | ------------- |
| Frauen                       |            |                                      |                    |              |              |               |               |               |               |               |               |               |               |               |
| Qi Xuefei                    | Einzel     | Nguyễn T. L.                         | 0:2 (11:21, 11:21) | 87:108       | 3            | ausgeschieden | ausgeschieden | ausgeschieden | ausgeschieden | ausgeschieden | ausgeschieden | ausgeschieden | ausgeschieden | ausgeschieden |
| Qi Xuefei                    | Einzel     | S. Jaquet                            | 2:0 (21:10, 21:14) | 87:108       | 3            | ausgeschieden | ausgeschieden | ausgeschieden | ausgeschieden | ausgeschieden | ausgeschieden | ausgeschieden | ausgeschieden | ausgeschieden |
| Qi Xuefei                    | Einzel     | Tai T.-y.                            | 0:2 (10:21, 13:21) | 87:108       | 3            | ausgeschieden | ausgeschieden | ausgeschieden | ausgeschieden | ausgeschieden | ausgeschieden | ausgeschieden | ausgeschieden | ausgeschieden |
| Männer                       |            |                                      |                    |              |              |               |               |               |               |               |               |               |               |               |
| Brice Leverdez               | Einzel     | A. Potschtarjow                      | 2:0 (21:10, 21:8)  | 64:60        | 2            | ausgeschieden | ausgeschieden | ausgeschieden | ausgeschieden | ausgeschieden | ausgeschieden | ausgeschieden | ausgeschieden | 15            |
| Brice Leverdez               | Einzel     | Lee Z. J.                            | 0:2 (17:21, 5:21)  | 64:60        | 2            | ausgeschieden | ausgeschieden | ausgeschieden | ausgeschieden | ausgeschieden | ausgeschieden | ausgeschieden | ausgeschieden | 15            |
| Mixed                        |            |                                      |                    |              |              |               |               |               |               |               |               |               |               |               |
| Thom Gicquel Delphine Delrue | Doppel     | M. Ellis / L. Smith                  | 0:2 (18:21, 17:21) | 101:109      | 3            | ausgeschieden | ausgeschieden | ausgeschieden | ausgeschieden | ausgeschieden | ausgeschieden | ausgeschieden | ausgeschieden | ausgeschieden |
| Thom Gicquel Delphine Delrue | Doppel     | D. Puavaranukroh / S. Taerattanachai | 0:2 (9:21, 15:21)  | 101:109      | 3            | ausgeschieden | ausgeschieden | ausgeschieden | ausgeschieden | ausgeschieden | ausgeschieden | ausgeschieden | ausgeschieden | ausgeschieden |
| Thom Gicquel Delphine Delrue | Doppel     | J. Hurlburt-Yu / J. Wu               | 2:0 (21:12, 21:13) | 101:109      | 3            | ausgeschieden | ausgeschieden | ausgeschieden | ausgeschieden | ausgeschieden | ausgeschieden | ausgeschieden | ausgeschieden | ausgeschieden |

### Basketball

#### Basketball
| Wettbewerb     | Damen | Herren |
| -------------- | --- | --- |
| Athleten       | Alexia Chartereau Héléna Ciak Alix Duchet Marine Fauthoux Sandrine Gruda Marine Johannès Sarah Michel Endéné Miyem Iliana Rupert Diandra Tchatchouang Valériane Vukosavljević Gabrielle Williams | Andrew Albicy Nicolas Batum Petr Cornelie Nando de Colo Moustapha Fall Evan Fournier Rudy Gobert Thomas Heurtel Timothé Luwawu-Cabarrot Frank Ntilikina Vincent Poirier Guerschon Yabusele |
| Trainer        | Valérie Garnier | Vincent Collet |
| Gruppenphase   | Japan (70–74) Nigeria (87–62) Vereinigte Staaten (82–93) | Vereinigte Staaten (83–76) Tschechien (97–77) Iran (79–62) |
| Viertelfinale  | Spanien (67–64) | Italien (84–75) |
| Halbfinale     | Japan (71–87) | Slowenien (90–89) |
| Medaillenrunde | Serbien (91–76) | Vereinigte Staaten (82–87) |
| Platzierung    | Bronze | Silber |

#### 3×3 Basketball
| Wettbewerb                 | Damen |
| -------------------------- | --- |
| Athleten                   | Ana Maria Filip Laëtitia Guapo Marie-Ève Paget Mamignan Touré                                                        |
| Gruppenphase               | Vereinigte Staaten (10–17) Italien (19–16) Japan (15–19) China (13–20) Mongolei (22–18) ROC (17–14) Rumänien (22–12) |
| Viertelfinale              | Japan (16–14) |
| Halbfinale                 | Vereinigte Staaten (16–18)                                                                                           |
| Spiel um den Dritten Platz | China (14–16) |
| Platzierung                | 4. Platz |

### Bogenschießen
| Athleten                                             | Wettbewerb | Qualifikation | Qualifikation | 1. Runde        | 1. Runde | 2. Runde      | 2. Runde      | Achtelfinale       | Achtelfinale  | Viertelfinale | Viertelfinale | Halbfinale    | Halbfinale    | Finale        | Finale        | Rang          |
| Athleten                                             | Wettbewerb | Ringe         | Rang          | Gegner          | Ergebnis | Gegner        | Ergebnis      | Gegner             | Ergebnis      | Gegner        | Ergebnis      | Gegner        | Ergebnis      | Gegner        | Ergebnis      | Rang          |
| ---------------------------------------------------- | ---------- | ------------- | ------------- | --------------- | -------- | ------------- | ------------- | ------------------ | ------------- | ------------- | ------------- | ------------- | ------------- | ------------- | ------------- | ------------- |
| Frauen                                               |            |               |               |                 |          |               |               |                    |               |               |               |               |               |               |               |               |
| Lisa Barbelin                                        | Einzel     | 654           | 13            | T. Andreoli     | 6:2      | G. Schloesser | 6:0           | A. Valencia        | 0:6           | ausgeschieden | ausgeschieden | ausgeschieden | ausgeschieden | ausgeschieden | ausgeschieden | ausgeschieden |
| Männer                                               |            |               |               |                 |          |               |               |                    |               |               |               |               |               |               |               |               |
| Thomas Chirault                                      | Einzel     | 648           | 51            | G. Broeksma     | 4:6      | ausgeschieden | ausgeschieden | ausgeschieden      | ausgeschieden | ausgeschieden | ausgeschieden | ausgeschieden | ausgeschieden | ausgeschieden | ausgeschieden | ausgeschieden |
| Pierre Plihon                                        | Einzel     | 653           | 36            | J. Williams     | 6:4      | Kim W.-j.     | 2:6           | ausgeschieden      | ausgeschieden | ausgeschieden | ausgeschieden | ausgeschieden | ausgeschieden | ausgeschieden | ausgeschieden | ausgeschieden |
| Jean-Charles Valladont                               | Einzel     | 640           | 57            | S. van den Berg | 3:7      | ausgeschieden | ausgeschieden | ausgeschieden      | ausgeschieden | ausgeschieden | ausgeschieden | ausgeschieden | ausgeschieden | ausgeschieden | ausgeschieden | ausgeschieden |
| Thomas Chirault Pierre Plihon Jean-Charles Valladont | Mannschaft | 1941          | 12            | —               | —        | —             | —             | Vereinigte Staaten | 0:6           | ausgeschieden | ausgeschieden | ausgeschieden | ausgeschieden | ausgeschieden | ausgeschieden | ausgeschieden |
| Mixed                                                |            |               |               |                 |          |               |               |                    |               |               |               |               |               |               |               |               |
| Jean-Charles Valladont Lisa Barbelin                 | Mannschaft | 1307          | 14            | —               | —        | —             | —             | Japan              | 5:3           | Niederlande   | 4:5           | ausgeschieden | ausgeschieden | ausgeschieden | ausgeschieden | ausgeschieden |

### Boxen
| Athleten          | Wettbewerb                  | 1. Runde    | 1. Runde | Achtelfinale  | Achtelfinale  | Viertelfinale | Viertelfinale | Halbfinale    | Halbfinale    | Finale        | Finale        | Rang |
| Athleten          | Wettbewerb                  | Gegner      | Ergebnis | Gegner        | Ergebnis      | Gegner        | Ergebnis      | Gegner        | Ergebnis      | Gegner        | Ergebnis      | Rang |
| ----------------- | --------------------------- | ----------- | -------- | ------------- | ------------- | ------------- | ------------- | ------------- | ------------- | ------------- | ------------- | ---- |
| Frauen            |                             |             |          |               |               |               |               |               |               |               |               |      |
| Maïva Hamadouche  | Leichtgewicht bis 60 kg     | M. Potkonen | 1:3      | ausgeschieden | ausgeschieden | ausgeschieden | ausgeschieden | ausgeschieden | ausgeschieden | ausgeschieden | ausgeschieden | 17   |
| Männer            |                             |             |          |               |               |               |               |               |               |               |               |      |
| Billal Bennama    | Fliegengewicht bis 52 kg    | Freilos     | Freilos  | S. Bibossynow | 0:5           | ausgeschieden | ausgeschieden | ausgeschieden | ausgeschieden | ausgeschieden | ausgeschieden | 9    |
| Samuel Kistohurry | Federgewicht bis 57 kg      | D. Ragan    | 2:3      | ausgeschieden | ausgeschieden | ausgeschieden | ausgeschieden | ausgeschieden | ausgeschieden | ausgeschieden | ausgeschieden | 17   |
| Sofiane Oumiha    | Leichtgewicht bis 63 kg     | Freilos     | Freilos  | K. Davis      | RSC           | ausgeschieden | ausgeschieden | ausgeschieden | ausgeschieden | ausgeschieden | ausgeschieden | 9    |
| Mourad Aliev      | Superschwergewicht ab 91 kg | Freilos     | Freilos  | S. Suhurow    | 5:0           | F. Clarke     | DSQ           | ausgeschieden | ausgeschieden | ausgeschieden | ausgeschieden | 5    |

### Fechten
| Athleten                                                     | Wettbewerb         | 1. Runde | 1. Runde | 2. Runde        | 2. Runde | Achtelfinale     | Achtelfinale  | Viertelfinale      | Viertelfinale | Halbfinale / Klassifikation | Halbfinale / Klassifikation | Finale / Platzierung | Finale / Platzierung | Rang          |
| Athleten                                                     | Wettbewerb         | Gegner   | Ergebnis | Gegner          | Ergebnis | Gegner           | Ergebnis      | Gegner             | Ergebnis      | Gegner                      | Ergebnis                    | Gegner               | Ergebnis             | Rang          |
| ------------------------------------------------------------ | ------------------ | -------- | -------- | --------------- | -------- | ---------------- | ------------- | ------------------ | ------------- | --------------------------- | --------------------------- | -------------------- | -------------------- | ------------- |
| Frauen                                                       |                    |          |          |                 |          |                  |               |                    |               |                             |                             |                      |                      |               |
| Coraline Vitalis                                             | Degen Einzel       | Freilos  | Freilos  | J. Beljajeva    | 5:15     | ausgeschieden    | ausgeschieden | ausgeschieden      | ausgeschieden | ausgeschieden               | ausgeschieden               | ausgeschieden        | ausgeschieden        | ausgeschieden |
| Anita Blaze                                                  | Florett Einzel     | Freilos  | Freilos  | J. Guo          | 12:15    | ausgeschieden    | ausgeschieden | ausgeschieden      | ausgeschieden | ausgeschieden               | ausgeschieden               | ausgeschieden        | ausgeschieden        | ausgeschieden |
| Pauline Ranvier                                              | Florett Einzel     | Freilos  | Freilos  | E. Harvey       | 9:15     | ausgeschieden    | ausgeschieden | ausgeschieden      | ausgeschieden | ausgeschieden               | ausgeschieden               | ausgeschieden        | ausgeschieden        | ausgeschieden |
| Ysaora Thibus                                                | Florett Einzel     | Freilos  | Freilos  | F. Pásztor      | 15:13    | L. Korobeinikowa | 12:15         | ausgeschieden      | ausgeschieden | ausgeschieden               | ausgeschieden               | ausgeschieden        | ausgeschieden        | ausgeschieden |
| Anita Blaze Astrid Guyart Pauline Ranvier Ysaora Thibus      | Florett Mannschaft | —        | —        | —               | —        | —                | —             | Kanada             | 45:29         | Italien                     | 45:43                       | ROC                  | 34:45                | Silber        |
| Cécilia Berder                                               | Säbel Einzel       | Freilos  | Freilos  | Choi S.-y.      | 11:15    | ausgeschieden    | ausgeschieden | ausgeschieden      | ausgeschieden | ausgeschieden               | ausgeschieden               | ausgeschieden        | ausgeschieden        | ausgeschieden |
| Manon Brunet                                                 | Säbel Einzel       | Freilos  | Freilos  | B. Devi         | 15:7     | M. Emura         | 15:12         | O. Nikitina        | 15:5          | S. Posdnjakowa              | 10:15                       | A. Márton            | 15:6                 | Bronze        |
| Charlotte Lembach                                            | Säbel Einzel       | Freilos  | Freilos  | I. Vecchi       | 11:15    | ausgeschieden    | ausgeschieden | ausgeschieden      | ausgeschieden | ausgeschieden               | ausgeschieden               | ausgeschieden        | ausgeschieden        | ausgeschieden |
| Sara Balzer Cécilia Berder Manon Brunet Charlotte Lembach    | Säbel Mannschaft   | —        | —        | —               | —        | Freilos          | Freilos       | Vereinigte Staaten | 45:30         | Italien                     | 45:39                       | ROC                  | 41:45                | Silber        |
| Männer                                                       |                    |          |          |                 |          |                  |               |                    |               |                             |                             |                      |                      |               |
| Alexandre Bardenet                                           | Degen Einzel       | Freilos  | Freilos  | C. McDowald     | 15:12    | A. Santarelli    | 11:15         | ausgeschieden      | ausgeschieden | ausgeschieden               | ausgeschieden               | ausgeschieden        | ausgeschieden        | ausgeschieden |
| Yannick Borel                                                | Degen Einzel       | Freilos  | Freilos  | M. El-Sayed     | 11:15    | ausgeschieden    | ausgeschieden | ausgeschieden      | ausgeschieden | ausgeschieden               | ausgeschieden               | ausgeschieden        | ausgeschieden        | ausgeschieden |
| Romain Cannone                                               | Degen Einzel       | Freilos  | Freilos  | R. Limardo      | 15:12    | B. Verwijlen     | 15:11         | S. Bida            | 15:12         | I. Rejslin                  | 15:10                       | G. Siklósi           | 15:10                | Gold          |
| Alexandre Bardenet Yannick Borel Romain Cannone Ronan Gustin | Degen Mannschaft   | —        | —        | —               | —        | Freilos          | Freilos       | Japan              | 44:45         | Schweiz                     | 45:37                       | Ukraine              | 45:39                | 5             |
| Enzo Lefort                                                  | Florett Einzel     | Freilos  | Freilos  | Diego Cervantes | 15:11    | T. Saitō         | 15:4          | D. Garozzo         | 10:15         | ausgeschieden               | ausgeschieden               | ausgeschieden        | ausgeschieden        | ausgeschieden |
| Julien Mertine                                               | Florett Einzel     | Freilos  | Freilos  | C. Ka Long      | 12:15    | ausgeschieden    | ausgeschieden | ausgeschieden      | ausgeschieden | ausgeschieden               | ausgeschieden               | ausgeschieden        | ausgeschieden        | ausgeschieden |
| Maxime Pauty                                                 | Florett Einzel     | Freilos  | Freilos  | K. Matsuyama    | 7:15     | ausgeschieden    | ausgeschieden | ausgeschieden      | ausgeschieden | ausgeschieden               | ausgeschieden               | ausgeschieden        | ausgeschieden        | ausgeschieden |
| Erwann Le Péchoux Enzo Lefort Julien Mertine Maxime Pauty    | Florett Mannschaft | —        | —        | —               | —        | Freilos          | Freilos       | Ägypten            | 45:34         | Japan                       | 45:42                       | ROC                  | 45:28                | Gold          |
| Boladé Apithy                                                | Säbel Einzel       | Freilos  | Freilos  | M. Rahbari      | 13:15    | ausgeschieden    | ausgeschieden | ausgeschieden      | ausgeschieden | ausgeschieden               | ausgeschieden               | ausgeschieden        | ausgeschieden        | ausgeschieden |

### Fußball
| Wettbewerb      | Männer (Spiele/Tore) |
| --------------- | --- |
| Athleten        | Stefan Bajić Melvin Bard (2/0) Alexis Beka Beka (3/0) Paul Bernardoni (3/0) Anthony Caci (3/0) Ismaël Doukouré Enzo le Fée (3/0) André-Pierre Gignac (3/4) Pierre Kalulu (3/0) Randal Kolo Muani (3/0) Nathanaël Mbuku (2/0) Clément Michelin (3/0) Arnaud Nordin (2/0) Timothée Pembélé (1/0) Modibo Sagnan (2/0) Téji Savanier (3/1) Florian Thauvin (3/0) Lucas Tousart (3/0) |
| Trainer         | Sylvain Ripoll |
| P-Akkreditierte | Dimitry Bertraud Jérémy Gelin Isaac Lihadji Niels Nkounkou (1/0) |
| Gruppenphase    | Mexiko (1:4) Südafrika (4:3) Japan (0:4) |
| Viertelfinale   | ausgeschieden |
| Halbfinale      | ausgeschieden |
| Finale          | ausgeschieden |
| Platzierung     | Gruppendritter |

### Gewichtheben
| Athleten              | Wettbewerb              | Reißen  | Reißen | Stoßen                | Stoßen                | Zweikampf | Zweikampf | Rang |
| Athleten              | Wettbewerb              | Gewicht | Rang   | Gewicht               | Rang                  | Gewicht   | Rang      | Rang |
| --------------------- | ----------------------- | ------- | ------ | --------------------- | --------------------- | --------- | --------- | ---- |
| Frauen                |                         |         |        |                       |                       |           |           |      |
| Anaïs Michel          | Bantamgewicht bis 49 kg | 78 kg   | 9      | 99 kg                 | 6                     | 177 kg    | 7         | 7    |
| Dora Tchakounté       | Leichtgewicht bis 59 kg | 96 kg   | 2      | 117 kg                | 4                     | 213 kg    | 4         | 4    |
| Gaëlle Nayo-Ketchanke | Schwergewicht bis 87 kg | 108 kg  | 7      | 139 kg                | 5                     | 247 kg    | 5         | 5    |
| Männer                |                         |         |        |                       |                       |           |           |      |
| Bernardin Matam       | Federgewicht bis 67 kg  | 135 kg  | 9      | ohne gültigen Versuch | ohne gültigen Versuch | —         | —         | —    |

### Golf
| Athleten         | Runde 1 | Runde 2 | Runde 3 | Runde 4 | Gesamt | Par | Rang |
| ---------------- | ------- | ------- | ------- | ------- | ------ | --- | ---- |
| Frauen           |         |         |         |         |        |     |      |
| Céline Boutier   | 73      | 68      | 72      | 69      | 282    | −2  | 34   |
| Perrine Delacour | 70      | 70      | 69      | 71      | 280    | −4  | 29   |
| Männer           |         |         |         |         |        |     |      |
| Antoine Rozner   | 68      | 69      | 73      | 70      | 280    | −4  | 45   |
| Romain Langasque | 69      | 70      | 69      | 69      | 277    | −7  | 35   |

### Handball
| Wettbewerb       | Frauen (Spiele/Tore) | Männer (Spiele/Tore) |
| ---------------- | --- | --- |
| Athleten         | Méline Nocandy (8/15) Blandine Dancette (1/0) Pauline Coatanea (7/20) Chloé Valentini (8/16) Allison Pineau (8/31) Coralie Lassource (8/10) Grâce Zaadi (8/33) Amandine Leynaud (8/0) Kalidiatou Niakaté (8/8) Cléopâtre Darleux (8/0) Océane Sercien-Ugolin (6/13) Laura Flippes (8/27) Béatrice Edwige (8/4) Pauletta Foppa (8/34) Estelle Nze Minko (8/18) Alexandra Lacrabère (2/1) | Nedim Remili (8/32) Romain Lagarde (3/2) Melvyn Richardson (3/11) Dika Mem (8/29) Nicolas Tournat (7/19) Vincent Gérard (8/1) Nikola Karabatić (8/22) Kentin Mahé (8/19) Yann Genty (8/0) Timothey N’Guessan (5/8) Luc Abalo (8/18) Michaël Guigou (7/16) Luka Karabatić (8/11) Ludovic Fabregas (8/19) Hugo Descat (7/32) Valentin Porte (8/17) |
| Trainer          | Olivier Krumbholz | Guillaume Gille |
| P-Akkreditierung | Catherine Gabriel | Rémi Desbonnet |
| Gruppenphase     | Ungarn (30:29) Spanien (25:28) Schweden (28:28) ROC (27:28) Brasilien (29:22) | Argentinien (33:27) Brasilien (34:29) Deutschland (30:29) Spanien (36:31) Norwegen (29:32) |
| Viertelfinale    | Niederlande (32:22) | Bahrain (42:28) |
| Halbfinale       | Schweden (29:27) | Ägypten (27:23) |
| Finale           | ROC (30:25) | Dänemark (25:23) |
| Platzierung      | Gold | Gold |

### Judo
| Athleten | Wettbewerb  | 1. Runde     | 1. Runde | 2. Runde             | 2. Runde | Achtelfinale         | Achtelfinale  | Viertelfinale   | Viertelfinale | Halbfinale / Trostrunde | Halbfinale / Trostrunde | Finale / Platz 3 | Finale / Platz 3 | Rang   |
| Athleten | Wettbewerb  | Gegner       | Ergebnis | Gegner               | Ergebnis | Gegner               | Ergebnis      | Gegner          | Ergebnis      | Gegner                  | Ergebnis                | Gegner           | Ergebnis         | Rang   |
| --- | ----------- | ------------ | -------- | -------------------- | -------- | -------------------- | ------------- | --------------- | ------------- | ----------------------- | ----------------------- | ---------------- | ---------------- | ------ |
| Frauen |             |              |          |                      |          |                      |               |                 |               |                         |                         |                  |                  |        |
| Shirine Boukli | bis 48 kg   | M. Nikolić   | 0s3:10   | —                    | —        | ausgeschieden        | ausgeschieden | ausgeschieden   | ausgeschieden | ausgeschieden           | ausgeschieden           | ausgeschieden    | ausgeschieden    | 17     |
| Amandine Buchard | bis 52 kg   | Freilos      | Freilos  | —                    | —        | T. Lewizka-Schukwani | 11:0s1        | Park D.-s.      | 10:0          | F. Kocher               | 10:0                    | U. Abe           | 0:10s1           | Silber |
| Sarah Léonie Cysique | bis 57 kg   | Freilos      | Freilos  | —                    | —        | Kim J.-s.            | 1:0s2         | E. Liparteliani | 10:1          | J. Klimkait             | 10s2:0s3                | N. Gjakova       | 0H:10s1          | Silber |
| Clarisse Agbegnenou | bis 63 kg   | Freilos      | Freilos  | —                    | —        | S. Billiet           | 10:0          | J. Franssen     | 1:0s1         | C. Beauchemin-Pinard    | 1:0                     | T. Trstenjak     | 1s1:0s2          | Gold   |
| Margaux Pinot | bis 70 kg   | Freilos      | Freilos  | —                    | —        | E. Teltsidou         | 0s3:10s1      | ausgeschieden   | ausgeschieden | ausgeschieden           | ausgeschieden           | ausgeschieden    | ausgeschieden    | 9      |
| Madeleine Malonga | bis 78 kg   | Freilos      | Freilos  | —                    | —        | B. Graf              | 11:0          | K. Antomarchi   | 11s2:1s2      | Yoon H.-j.              | 10:0s3                  | S. Hamada        | 0:10             | Silber |
| Romane Dicko | über 78 kg  | Freilos      | Freilos  | —                    | —        | S. Jablonskytė       | 10:0          | M. S. Altheman  | 11:0          | I. Ortíz                | 0s1:1                   | K. Sayit         | 10:0             | Bronze |
| Männer |             |              |          |                      |          |                      |               |                 |               |                         |                         |                  |                  |        |
| Luka Mkheidze | bis 60 kg   | Freilos      | Freilos  | —                    | —        | F. Garrigós          | 1:0s2         | A. Lessjuk      | 10:0          | Yang Y.-w.              | 0s2:10s1                | Kim W.-j.        | 10:0s3           | Bronze |
| Kilian Le Blouch | bis 66 kg   | I. Alhassane | 10s1:0s3 | —                    | —        | H. Abe               | 0s2:10        | ausgeschieden   | ausgeschieden | ausgeschieden           | ausgeschieden           | ausgeschieden    | ausgeschieden    | 9      |
| Guillaume Chaine | bis 73 kg   | E. Barbosa   | 10s1:0s2 | L. Schawdatuaschwili | 0s1:1    | ausgeschieden        | ausgeschieden | ausgeschieden   | ausgeschieden | ausgeschieden           | ausgeschieden           | ausgeschieden    | ausgeschieden    | 17     |
| Axel Clerget | bis 90 kg   | Freilos      | Freilos  | K. Ustopirijon       | 10:0s2   | N. van ’t End        | 0:1s1         | ausgeschieden   | ausgeschieden | ausgeschieden           | ausgeschieden           | ausgeschieden    | ausgeschieden    | 9      |
| Alexandre Iddir | bis 100 kg  | Z. Kotsoyev  | 0s1:1s1  | —                    | —        | ausgeschieden        | ausgeschieden | ausgeschieden   | ausgeschieden | ausgeschieden           | ausgeschieden           | ausgeschieden    | ausgeschieden    | 17     |
| Teddy Riner | über 100 kg | S. Hegyi     | 10:0s1   | —                    | —        | O. Sasson            | 1:0           | T. Baschajew    | 0s1:1s2       | R. Silva                | 11:0                    | H. Harasawa      | 10s1:0s3         | Bronze |
| Mixed |             |              |          |                      |          |                      |               |                 |               |                         |                         |                  |                  |        |
| Clarisse Agbegnenou Amandine Buchard Sarah Léonie Cysique Romane Dicko Madeleine Malonga Margaux Pinot Guillaume Chaine Axel Clerget Alexandre Iddir Kilian Le Blouch Teddy Riner | Mixed Team  | —            | —        | —                    | —        | Freilos              | Freilos       | Israel          | 4:3           | Niederlande             | 4:0                     | Japan            | 4:1              | Gold   |

### Kanu

#### Kanurennsport
| Athleten                                              | Wettbewerb | Vorlauf      | Vorlauf | Viertelfinale | Viertelfinale | Halbfinale    | Halbfinale    | Finale A/B/C  | Finale A/B/C  | Rang          |
| Athleten                                              | Wettbewerb | Zeit         | Rang    | Zeit          | Rang          | Zeit          | Rang          | Zeit          | Rang          | Rang          |
| ----------------------------------------------------- | ---------- | ------------ | ------- | ------------- | ------------- | ------------- | ------------- | ------------- | ------------- | ------------- |
| Frauen                                                |            |              |         |               |               |               |               |               |               |               |
| Léa Jamelot                                           | K-1 200 m  | 43,589 s     | 6       | 43,338 s      | 4             | ausgeschieden | ausgeschieden | ausgeschieden | ausgeschieden | ausgeschieden |
| Vanina Paoletti                                       | K-1 200 m  | 42,334 s     | 3       | 43,163 s      | 4             | ausgeschieden | ausgeschieden | ausgeschieden | ausgeschieden | ausgeschieden |
| Manon Hostens                                         | K-1 500 m  | 1:53,668 min | 6       | 1:54,095 min  | 2             | 1:57,394 min  | 6             | 1:58,133 min  | 7             | 23            |
| Manon Hostens Sarah Guyot                             | K-2 500 m  | 1:45,533 min | 2       | —             | —             | 1:38,632 min  | 3             | 1:40,329 min  | 7             | 7             |
| Sarah Guyot Manon Hostens Léa Jamelot Vanina Paoletti | K-4 500 m  | 1:39,032 min | 5       | 1:37,138 min  | 4             | 1:38,202 min  | 5             | 1:38,346 min  | 2             | 9             |
| Männer                                                |            |              |         |               |               |               |               |               |               |               |
| Adrien Bart                                           | C-1 1000 m | 4:03,771 min | 2       | —             | —             | 4:04,026 min  | 1             | 4:06,171 min  | 4             | 4             |
| Maxime Beaumont                                       | K-1 200 m  | 35,259 s     | 2       | —             | —             | 36,072 s      | 6             | 35,998 s      | 1             | 9             |
| Étienne Hubert                                        | K-1 1000 m | 3:45,072 min | 4       | 3:46,274 min  | 2             | 3:27,319 min  | 6             | 3:31,553 min  | 7             | 15            |
| Guillaume Burger                                      | K-1 1000 m | 3:53,241 min | 4       | 3:52,817 min  | 5             | ausgeschieden | ausgeschieden | ausgeschieden | ausgeschieden | ausgeschieden |
| Guillaume Burger Étienne Hubert                       | K-2 1000 m | 3:29,296 min | 5       | 3:18,284 min  | 5             | ausgeschieden | ausgeschieden | 3:32,690 min  | 7             | 15            |

#### Kanuslalom
| Athleten           | Wettbewerb | Vorlauf  | Vorlauf | Halbfinale | Halbfinale | Finale        | Finale        | Rang |
| Athleten           | Wettbewerb | Zeit     | Rang    | Zeit       | Rang       | Zeit          | Rang          | Rang |
| ------------------ | ---------- | -------- | ------- | ---------- | ---------- | ------------- | ------------- | ---- |
| Frauen             |            |          |         |            |            |               |               |      |
| Marie-Zélia Lafont | K-1        | 110,25 s | 13      | 115,81 s   | 14         | ausgeschieden | ausgeschieden | 14   |
| Marjorie Delassus  | C-1        | 121,74 s | 17      | 117,71 s   | 5          | 115,93 s      | 4             | 4    |
| Männer             |            |          |         |            |            |               |               |      |
| Boris Neveu        | K-1        | 91,78 s  | 5       | 94,86 s    | 2          | 101,18 s      | 7             | 7    |
| Martin Thomas      | C-1        | 102,75 s | 9       | 100,65 s   | 1          | 104,98 s      | 5             | 5    |

### Karate

#### Kata
| Athleten          | Wettbewerb | Ausscheidungsrunde | Ausscheidungsrunde | Platzierungsrunde | Platzierungsrunde | Kampf um Gold / Bronze | Kampf um Gold / Bronze | Kampf um Gold / Bronze | Rang |
| Athleten          | Wettbewerb | Punkte             | Rang               | Punkte            | Rang              | Gegner                 | Punkte                 | Rang                   | Rang |
| ----------------- | ---------- | ------------------ | ------------------ | ----------------- | ----------------- | ---------------------- | ---------------------- | ---------------------- | ---- |
| Frauen            |            |                    |                    |                   |                   |                        |                        |                        |      |
| Alexandra Feracci | Kata       | 24,40              | 4                  | ausgeschieden     | ausgeschieden     | ausgeschieden          | ausgeschieden          | ausgeschieden          | 7    |

#### Kumite
| Athleten        | Wettbewerb       | Gruppenphase | Gruppenphase | Halbfinale    | Halbfinale    | Finale        | Finale        | Rang |
| Athleten        | Wettbewerb       | Punkte       | Rang         | Gegner        | Ergebnis      | Gegner        | Ergebnis      | Rang |
| --------------- | ---------------- | ------------ | ------------ | ------------- | ------------- | ------------- | ------------- | ---- |
| Frauen          |                  |              |              |               |               |               |               |      |
| Leïla Heurtault | Kumite bis 61 kg | 2            | 5            | ausgeschieden | ausgeschieden | ausgeschieden | ausgeschieden | 9    |
| Männer          |                  |              |              |               |               |               |               |      |
| Steven Da Costa | Kumite bis 67 kg | 6            | 2            | D. Assadilow  | 5:2           | E. Şamdan     | 5:0           | Gold |

### Leichtathletik
Laufen und Gehen 
| Athleten                                                        | Wettbewerb       | Runde 1      | Runde 1 | Halbfinale    | Halbfinale    | Finale        | Finale        | Rang          |
| Athleten                                                        | Wettbewerb       | Zeit         | Rang    | Zeit          | Rang          | Zeit          | Rang          | Rang          |
| --------------------------------------------------------------- | ---------------- | ------------ | ------- | ------------- | ------------- | ------------- | ------------- | ------------- |
| Frauen                                                          |                  |              |         |               |               |               |               |               |
| Gémima Joseph                                                   | 200 m            | 22,94 s      | 3       | 23,19 s       | 7             | ausgeschieden | ausgeschieden | ausgeschieden |
| Amandine Brossier                                               | 400 m            | 51,65 s      | 2       | 51,30 s       | 6             | ausgeschieden | ausgeschieden | ausgeschieden |
| Rénelle Lamote                                                  | 800 m            | 2:01,92 min  | 1       | 1:59,40 min   | 5             | ausgeschieden | ausgeschieden | ausgeschieden |
| Cyréna Samba-Mayela                                             | 100 m Hürden     | DNS          | DNS     | ausgeschieden | ausgeschieden | ausgeschieden | ausgeschieden | ausgeschieden |
| Laura Valette                                                   | 100 m Hürden     | DSQ          | DSQ     | ausgeschieden | ausgeschieden | ausgeschieden | ausgeschieden | ausgeschieden |
| Susan Jeptooo Kipsang                                           | Marathon         | —            | —       | —             | —             | 2:36:29 h     | 38            | 38            |
| Gémima Joseph Cynthia Leduc Orlann Ombissa-Dzangue Carolle Zahi | 4 × 100 m        | 42,68 s      | 4       | —             | —             | 42,89 s       | 7             | 7             |
| Amandine Brossier Floria Gueï Sokhna Lacoste Brigitte Ntiamoah  | 4 × 400 m        | 3:25,07 min  | 5       | —             | —             | ausgeschieden | ausgeschieden | ausgeschieden |
| Männer                                                          |                  |              |         |               |               |               |               |               |
| Jimmy Vicaut                                                    | 100 m            | 10,07 s      | 2       | 10,11 s       | 5             | ausgeschieden | ausgeschieden | ausgeschieden |
| Pierre-Ambroise Bosse                                           | 800 m            | 1:45,97 min  | 6       | 1:48,62 min   | 6             | ausgeschieden | ausgeschieden | ausgeschieden |
| Benjamin Robert                                                 | 800 m            | 1:47,12 min  | 5       | ausgeschieden | ausgeschieden | ausgeschieden | ausgeschieden | ausgeschieden |
| Gabriel Tual                                                    | 800 m            | 1:45,63 min  | 3       | 1:44,28 min   | 3             | 1:46,03 min   | 7             | 7             |
| Azeddine Habz                                                   | 1500 m           | 3:41,24 min  | 4       | 3:35,12 min   | 10            | ausgeschieden | ausgeschieden | ausgeschieden |
| Alexis Miellet                                                  | 1500 m           | 3:41,23 min  | 14      | ausgeschieden | ausgeschieden | ausgeschieden | ausgeschieden | ausgeschieden |
| Baptiste Mischler                                               | 1500 m           | 3:37,53 min  | 11      | ausgeschieden | ausgeschieden | ausgeschieden | ausgeschieden | ausgeschieden |
| Jimmy Gressier                                                  | 5000 m           | 13:33,47 min | 9       | —             | —             | 13:11,33 min  | 13            | 13            |
| Hugo Hay                                                        | 5000 m           | 13:39,95 min | 7       | —             | —             | ausgeschieden | ausgeschieden | ausgeschieden |
| Morhad Amdouni                                                  | 10.000 m         | —            | —       | —             | —             | 27:53,58 min  | 10            | 10            |
| Wilhem Belocian                                                 | 110 m Hürden     | DSQ          | DSQ     | ausgeschieden | ausgeschieden | ausgeschieden | ausgeschieden | ausgeschieden |
| Aurel Manga                                                     | 110 m Hürden     | 13,24 s      | 1       | 13,24 s       | 2             | 13,38 s       | 8             | 8             |
| Pascal Martinot-Lagarde                                         | 110 m Hürden     | 13,37 s      | 2       | 13,25 s       | 2             | 13,16 s       | 5             | 5             |
| Wilfried Happio                                                 | 400 m Hürden     | 49,39 s      | 5       | 49,49 s       | 7             | ausgeschieden | ausgeschieden | ausgeschieden |
| Ludvy Vaillant                                                  | 400 m Hürden     | 49,23 s      | 5       | 49,02 s       | 7             | ausgeschieden | ausgeschieden | ausgeschieden |
| Djilali Bedrani                                                 | 3000 m Hindernis | 8:20,23 min  | 7       | —             | —             | ausgeschieden | ausgeschieden | ausgeschieden |
| Louis Gilavert                                                  | 3000 m Hindernis | 8:36,35 min  | 12      | —             | —             | ausgeschieden | ausgeschieden | ausgeschieden |
| Alexis Phelut                                                   | 3000 m Hindernis | 8:19,36 min  | 3       | —             | —             | 8:23,14 min   | 12            | 12            |
| Morhad Amdouni                                                  | Marathon         | —            | —       | —             | —             | 2:14:33 h     | 17            | 17            |
| Hassan Chahdi                                                   | Marathon         | —            | —       | —             | —             | 2:18:40 h     | 45            | 45            |
| Nicolas Navarro                                                 | Marathon         | —            | —       | —             | —             | 2:12:50 h     | 12            | 12            |
| Gabriel Bordier                                                 | 20 km Gehen      | —            | —       | —             | —             | 1:25:23 h     | 24            | 24            |
| Kévin Campion                                                   | 20 km Gehen      | —            | —       | —             | —             | 1:23:53 h     | 16            | 16            |
| Yohann Diniz                                                    | 50 km Gehen      | —            | —       | —             | —             | DNF           | DNF           | DNF           |
| Mouhamadou Fall Méba-Mickaël Zézé Ryan Zézé Jimmy Vicaut        | 4 × 100 m        | 38,18 s      | 4       | —             | —             | ausgeschieden | ausgeschieden | ausgeschieden |
| Gilles Biron Thomas Jordier Muhammad Kounta Ludovic Ouceni      | 4 × 400 m        | 3:00,81 min  | 6       | —             | —             | ausgeschieden | ausgeschieden | ausgeschieden |

 Springen und Werfen 
| Athleten             | Wettbewerb     | Qualifikation | Qualifikation | Finale        | Finale        | Rang          |
| Athleten             | Wettbewerb     | Weite/Höhe    | Rang          | Weite/Höhe    | Rang          | Rang          |
| -------------------- | -------------- | ------------- | ------------- | ------------- | ------------- | ------------- |
| Frauen               |                |               |               |               |               |               |
| Yanis David          | Weitsprung     | 6,27 m        | 23            | ausgeschieden | ausgeschieden | 23            |
| Rouguy Diallo        | Dreisprung     | 14,29 m       | 10            | 14,38 m       | 9             | 9             |
| Mélina Robert-Michon | Diskuswurf     | 60,88 m       | 14            | ausgeschieden | ausgeschieden | 14            |
| Alexandra Tavernier  | Hammerwurf     | 73,51 m       | 5             | 74,41 m       | 4             | 4             |
| Männer               |                |               |               |               |               |               |
| Ethan Cormont        | Stabhochsprung | 5,50 m        | 22            | ausgeschieden | ausgeschieden | 22            |
| Renaud Lavillenie    | Stabhochsprung | 5,75 m        | 6             | 5,70 m        | 8             | 8             |
| Valentin Lavillenie  | Stabhochsprung | 5,65 m        | 17            | ausgeschieden | ausgeschieden | 17            |
| Augustin Bey         | Weitsprung     | ogV           | ogV           | ausgeschieden | ausgeschieden | ausgeschieden |
| Benjamin Compaoré    | Dreisprung     | 16,59 m       | 19            | ausgeschieden | ausgeschieden | 19            |
| Jean-Marc Pontvianne | Dreisprung     | ogV           | ogV           | ausgeschieden | ausgeschieden | ausgeschieden |
| Melvin Raffin        | Dreisprung     | 16,83 m       | 11            | ogV           | ogV           | 12            |
| Lolassonn Djouhan    | Diskuswurf     | 60,74 m       | 21            | ausgeschieden | ausgeschieden | 21            |
| Quentin Bigot        | Hammerwurf     | 78,73 m       | 4             | 79,39 m       | 5             | 5             |

 Mehrkampf 
| Athleten         | 100 m   | 100 m | Weitsprung | Weitsprung | Kugelstoßen | Kugelstoßen | Hochsprung | Hochsprung | 400 m   | 400 m | 110 m Hürden | 110 m Hürden | Diskuswurf | Diskuswurf | Stabhochsprung | Stabhochsprung | Speerwurf | Speerwurf | 1500 m      | 1500 m | Punkte | Rang   |
| Athleten         | Zeit    | Pkte. | Weite      | Pkte.      | Weite       | Pkte.       | Höhe       | Pkte.      | Zeit    | Pkte. | Zeit         | Pkte.        | Weite      | Pkte.      | Höhe           | Pkte.          | Weite     | Pkte.     | Zeit        | Pkte.  | Punkte | Rang   |
| ---------------- | ------- | ----- | ---------- | ---------- | ----------- | ----------- | ---------- | ---------- | ------- | ----- | ------------ | ------------ | ---------- | ---------- | -------------- | -------------- | --------- | --------- | ----------- | ------ | ------ | ------ |
| Zehnkampf Männer |         |       |            |            |             |             |            |            |         |       |              |              |            |            |                |                |           |           |             |        |        |        |
| Kevin Mayer      | 10,68 s | 933   | 7,50 m     | 935        | 15,07 m     | 794         | 2,08 m     | 878        | 50,31 s | 800   | 13,90 s      | 987          | 48,08 m    | 830        | 5,20 m         | 972            | 73,09 m   | 937       | 4:43,17 min | 660    | 8726   | Silber |

### Moderner Fünfkampf
| Athleten        | Fechten | Fechten | Schwimmen   | Schwimmen | Reiten  | Reiten | Combined     | Combined | Punkte | Rang |
| Athleten        | Bilanz  | Punkte  | Zeit        | Punkte    | Zeit    | Punkte | Zeit         | Punkte   | Punkte | Rang |
| --------------- | ------- | ------- | ----------- | --------- | ------- | ------ | ------------ | -------- | ------ | ---- |
| Frauen          |         |         |             |           |         |        |              |          |        |      |
| Marie Oteiza    | 19+1    | 215     | 2:10,15 min | 290       | 87,70 s | 293    | 12:44,75 min | 536      | 1334   | 10   |
| Élodie Clouvel  | 16+0    | 196     | 2:07,51 min | 295       | 74,08 s | 293    | 12:17,78 min | 563      | 1347   | 6    |
| Männer          |         |         |             |           |         |        |              |          |        |      |
| Valentin Prades | 19+3    | 217     | 2:00,73 min | 309       | 82,05 s | 270    | 10:38,89 min | 662      | 1458   | 7    |
| Valentin Belaud | 18+4    | 212     | 2:04,13 min | 302       | 78,16 s | 293    | 11:05,74 min | 635      | 1442   | 11   |

### Radsport

#### Bahn
| Athleten                                                                   | Wettbewerb            | Qualifikation | Qualifikation | Finals        | Finals        | Rang   |
| Athleten                                                                   | Wettbewerb            | Zeit          | Rang          | Zeit/Punkte   | Rang          | Rang   |
| -------------------------------------------------------------------------- | --------------------- | ------------- | ------------- | ------------- | ------------- | ------ |
| Frauen                                                                     |                       |               |               |               |               |        |
| Mathilde Gros                                                              | Sprint                | 10,400 s      | 4             | ausgeschieden | ausgeschieden | 9      |
| Coralie Demay                                                              | Sprint                | 11,849 s      | 29            | ausgeschieden | ausgeschieden | 29     |
| Clara Copponi Marie Le Net                                                 | Madison               | —             | —             | 19            | 5             | 5      |
| Victoire Berteau Marion Borras Valentine Fortin Marie Le Net Coralie Demay | Mannschaftsverfolgung | 4:12,502 min  | 5             | 4:10,388 min  | 7             | 7      |
| Männer                                                                     |                       |               |               |               |               |        |
| Rayan Helal                                                                | Sprint                | 9,669 s       | 20            | ausgeschieden | ausgeschieden | 21     |
| Sébastien Vigier                                                           | Sprint                | 9,551 s       | 10            | ausgeschieden | ausgeschieden | 7      |
| Benjamin Thomas Donavan Grondin                                            | Madison               | —             | —             | 40            | 3             | Bronze |
| Rayan Helal Sébastien Vigier Florian Grengbo                               | Teamsprint            | 42,722 s      | 4             | 42,331 s      | 3             | Bronze |

Keirin
| Athleten         | Wettbewerb | 1. Runde | Hoffnungslauf | Viertelfinale | Halbfinale    | Finale        | Rang          |
| Athleten         | Wettbewerb | Rang     | Rang          | Rang          | Rang          | Rang          | Rang          |
| ---------------- | ---------- | -------- | ------------- | ------------- | ------------- | ------------- | ------------- |
| Frauen           |            |          |               |               |               |               |               |
| Mathilde Gros    | Keirin     | 6        | 2             | 5             | ausgeschieden | ausgeschieden | ausgeschieden |
| Coralie Demay    | Keirin     | 5        | 4             | ausgeschieden | ausgeschieden | ausgeschieden | ausgeschieden |
| Männer           |            |          |               |               |               |               |               |
| Rayan Helal      | Keirin     | 1        | —             | 3             | 4             | 4             | 10            |
| Sébastien Vigier | Keirin     | 6        | 3             | ausgeschieden | ausgeschieden | ausgeschieden | ausgeschieden |

Omnium
| Frauen          |        |    |     |    |   |    |   |    |    |     |   |
| Clara Copponi   | Omnium | 16 | DNF | 24 | 9 | 40 | 1 | 5  | 7  | 85  | 8 |
| Männer          |        |    |     |    |   |    |   |    |    |     |   |
| Benjamin Thomas | Omnium | 38 | 2   | 38 | 2 | 30 | 6 | 12 | 19 | 118 | 4 |

#### Straße
| Athleten         | Wettbewerb       | Zeit         | Rang |
| ---------------- | ---------------- | ------------ | ---- |
| Frauen           |                  |              |      |
| Juliette Labous  | Straßenrennen    | 3:56:07 h    | 30   |
| Juliette Labous  | Einzelzeitfahren | 32:42,14 min | 9    |
| Männer           |                  |              |      |
| Rémi Cavagna     | Straßenrennen    | –            | DNF  |
| Benoît Cosnefroy | Straßenrennen    | 6:16:53 h    | 57   |
| Kenny Elissonde  | Straßenrennen    | 6:15:38 h    | 38   |
| David Gaudu      | Straßenrennen    | 6:06:33 h    | 7    |
| Guillaume Martin | Straßenrennen    | 6:11:46 h    | 27   |
| Rémi Cavagna     | Einzelzeitfahren | 58:39,06 min | 17   |

#### Mountainbike
| Athleten               | Wettbewerb    | Zeit      | Rang |
| ---------------------- | ------------- | --------- | ---- |
| Frauen                 |               |           |      |
| Pauline Ferrand-Prévot | Cross-Country | 1:20:18 h | 10   |
| Loana Lecomte          | Cross-Country | 1:18:43 h | 5    |
| Männer                 |               |           |      |
| Victor Koretzky        | Cross-Country | 1:26:00 h | 5    |
| Jordan Sarrou          | Cross-Country | 1:26:50 h | 9    |

#### BMX
| Athleten        | Wettbewerb | Viertelfinale | Viertelfinale | Halbfinale    | Halbfinale    | Finale        | Finale        | Rang |
| Athleten        | Wettbewerb | Punkte        | Rang          | Punkte        | Rang          | Zeit          | Rang          | Rang |
| --------------- | ---------- | ------------- | ------------- | ------------- | ------------- | ------------- | ------------- | ---- |
| Frauen          |            |               |               |               |               |               |               |      |
| Axelle Étienne  | BMX-Rennen | 9             | 3             | 11            | 3             | 45,853 s      | 7             | 7    |
| Manon Valentino | BMX-Rennen | 15            | 5             | ausgeschieden | ausgeschieden | ausgeschieden | ausgeschieden | 20   |
| Männer          |            |               |               |               |               |               |               |      |
| Sylvain André   | BMX-Rennen | 3             | 1             | 11            | 3             | 40,676 s      | 4             | 4    |
| Joris Daudet    | BMX-Rennen | 3             | 1             | 8             | 3             | DNF           | DNF           | 7    |
| Romain Mahieu   | BMX-Rennen | 10            | 3             | 4             | 1             | 41,952 s      | 6             | 6    |

| Athleten         | Wettbewerb | Qualifikation | Qualifikation | Finale | Finale |
| Athleten         | Wettbewerb | Punkte        | Rang          | Punkte | Rang   |
| ---------------- | ---------- | ------------- | ------------- | ------ | ------ |
| Männer           |            |               |               |        |        |
| Anthony Jeanjean | Freestyle  | 84,65         | 4             | 78,20  | 7      |

### Reiten

#### Dressurreiten
| Athleten                                                                                             | Wettbewerb | Prozent    | Prozent       | Rang |
| Athleten                                                                                             | Wettbewerb | Grand Prix | GP Kür        | Rang |
| --- | ---------- | ---------- | ------------- | ---- |
| Alexandre Ayache mit Zo What                                                                         | Einzel     | 68,929 %   | ausgeschieden | 34   |
| Morgan Barbançon Mestre mit Sir Donnerhall II                                                        | Einzel     | 70,543 %   | ausgeschieden | 24   |
| Maxime Collard mit Cupido                                                                            | Einzel     | 69,068 %   | ausgeschieden | 33   |
| Alexandre Ayache mit Zo What Morgan Barbançon Mestre mit Sir Donnerhall II Maxime Collard mit Cupido | Mannschaft | 6715,0     | ausgeschieden | 9    |

#### Springreiten
| Athleten                                                                                              | Wettbewerb | Strafpunkte   | Strafpunkte   | Strafpunkte   | Strafpunkte   | Strafpunkte   | Strafpunkte   | Rang |
| Athleten                                                                                              | Wettbewerb | Einzelwertung | Einzelwertung | Einzelwertung | Nationenpreis | Nationenpreis | Nationenpreis | Rang |
| Athleten                                                                                              | Wettbewerb | 1. Umlauf     | 2. Umlauf     | Stechen       | 1. Umlauf     | 2. Umlauf     | Stechen       | Rang |
| --- | ---------- | ------------- | ------------- | ------------- | ------------- | ------------- | ------------- | ---- |
| Mathieu Billot mit Quel Filou                                                                         | Einzel     | 7,00          | ausgeschieden | ausgeschieden | —             | —             | —             | 43   |
| Nicolas Delmotte mit Urvoso du Roch                                                                   | Einzel     | 0,00          | 5,00          | —             | —             | —             | —             | 12   |
| Pénélope Leprevost mit Vancouver de Lanlore                                                           | Einzel     | 10,00         | ausgeschieden | ausgeschieden | —             | —             | —             | 54   |
| Mathieu Billot mit Quel Filou Pénélope Leprevost mit Vancouver de Lanlore Simon Delestre mit Berlux Z | Mannschaft | —             | —             | —             | 15,00         | DNF           | ausgeschieden | —    |

#### Vielseitigkeitsreiten
| Athleten | Wettbewerb | Minuspunkte Dressur | Minuspunkte Gelände | Minuspunkte Springen | Minuspunkte Springen | Minuspunkte Gesamt | Rang   |
| --- | ---------- | ------------------- | ------------------- | -------------------- | -------------------- | ------------------ | ------ |
| Karim Florent Laghouag mit Triton Fontaine                                                                       | Einzel     | 32,40               | 0,00                | 4,00                 | 8,80                 | 45,20              | 12     |
| Christopher Six mit Totem de Brecey                                                                              | Einzel     | 29,60               | 1,60                | 0,00                 | 4,00                 | 35,20              | 7      |
| Nicolas Touzaint mit Absolut Gold                                                                                | Einzel     | 33,10               | 0,40                | 0,40                 | 0,00                 | 33,90              | 6      |
| Karim Florent Laghouag mit Triton Fontaine Christopher Six mit Totem de Brecey Nicolas Touzaint mit Absolut Gold | Mannschaft | 95,10               | 2,00                | 4,40                 | —                    | 101,50             | Bronze |

### Ringen

#### Freier Stil
Legende: G = Gewonnen, V = Verloren, S = Schultersieg
| Athleten         | Wettbewerb       | Achtelfinale       | Achtelfinale | Viertelfinale | Viertelfinale | Halbfinale    | Halbfinale    | Hoffnungsrunde Halbfinale | Hoffnungsrunde Halbfinale | Hoffnungsrunde Finale | Hoffnungsrunde Finale | Finale        | Finale        | Rang |
| Athleten         | Wettbewerb       | Gegner             | Ergebnis     | Gegner        | Ergebnis      | Gegner        | Ergebnis      | Gegner                    | Ergebnis                  | Gegner                | Ergebnis              | Gegner        | Ergebnis      | Rang |
| ---------------- | ---------------- | ------------------ | ------------ | ------------- | ------------- | ------------- | ------------- | ------------------------- | ------------------------- | --------------------- | --------------------- | ------------- | ------------- | ---- |
| Frauen           |                  |                    |              |               |               |               |               |                           |                           |                       |                       |               |               |      |
| Mathilde Rivière | Klasse bis 57 kg | B. Chongordsul     | V 5:7 *      | ausgeschieden | ausgeschieden | ausgeschieden | ausgeschieden | ausgeschieden             | ausgeschieden             | ausgeschieden         | ausgeschieden         | ausgeschieden | ausgeschieden | 14   |
| Koumba Larroque  | Klasse bis 68 kg | Sorondsonboldyn B. | V 3:4S       | ausgeschieden | ausgeschieden | ausgeschieden | ausgeschieden | ausgeschieden             | ausgeschieden             | ausgeschieden         | ausgeschieden         | ausgeschieden | ausgeschieden | 13   |

### Rudern
| Athleten                                                       | Wettbewerb                  | Vorlauf        | Vorlauf | Vorlauf       | Hoffnungslauf | Hoffnungslauf | Hoffnungslauf | Halbfinale  | Halbfinale | Halbfinale    | Finale         | Finale | Rang   |
| Athleten                                                       | Wettbewerb                  | Zeit           | Platz   | Qualifikation | Zeit          | Platz         | Qualifikation | Zeit        | Platz      | Qualifikation | Zeit           | Platz  | Rang   |
| -------------------------------------------------------------- | --------------------------- | -------------- | ------- | ------------- | ------------- | ------------- | ------------- | ----------- | ---------- | ------------- | -------------- | ------ | ------ |
| Frauen                                                         |                             |                |         |               |               |               |               |             |            |               |                |        |        |
| Hélène Lefebvre Élodie Ravera-Scaramozzino                     | Doppelzweier                | 6:55,65 min    | 2       | Halbfinale    | –             | –             | –             | 7:12,68 min | 4          | Finale B      | 6:58,52 min    | 2      | 8      |
| Laura Tarantola Claire Bové                                    | Leichtgewichts-Doppelzweier | 7:03,47 min    | 1       | Halbfinale    | –             | –             | –             | 6:42,92 min | 2          | Finale A      | 6:47,68 min    | 2      | Silber |
| Violaine Aernoudts Margaux Bailleul Marie Jacquet Emma Lunatti | Doppelvierer                | 6:33,64 min    | 5       | Hoffnungslauf | 6:47,41 min   | 5             | Finale B      | —           | —          | —             | 6:29,70 min    | 3      | 9      |
| Männer                                                         |                             |                |         |               |               |               |               |             |            |               |                |        |        |
| Hugo Boucheron Matthieu Androdias                              | Doppelzweier                | 6:10,45 min OR | 1       | Halbfinale    | –             | –             | –             | 6:20,45 min | 1          | Finale A      | 6:00,33 min OR | 1      | Gold   |
| Thibaud Turlan Guillaume Turlan                                | Zweier ohne Steuermann      | 7:09,79 min    | 4       | Hoffnungslauf | 6:49,19 min   | 2             | Halbfinale    | 6:52,24 min | 6          | Finale B      | 6:28,01 min    | 3      | 9      |

### Rugby
| Wettbewerb    | Frauen |
| ------------- | --- |
| Athletinnenen | Coralie Bertrand Anne-Cécile Ciofani Caroline Drouin Camille Grassineau Lina Guérin Fanny Horta Shannon Izar Chloé Jacquet Carla Neisen Séraphine Okemba Chloé Pelle Jade Ulutule |
| Trainer       | Christophe Reigt |
| Gruppenphase  | Fidschi (12:5) Brasilien (40:5) Kanada (31:0) |
| Viertelfinale | China (24:10) |
| Halbfinale    | Großbritannien (26:19) |
| Finale        | Neuseeland (12:26) |
| Platzierung   | Silber |

### Schießen
| Athleten          | Wettbewerb                               | Qualifikation   | Qualifikation | Finale          | Finale        | Ringe/ Scheiben | Rang |
| Athleten          | Wettbewerb                               | Ringe/ Scheiben | Rang          | Ringe/ Scheiben | Rang          | Ringe/ Scheiben | Rang |
| ----------------- | ---------------------------------------- | --------------- | ------------- | --------------- | ------------- | --------------- | ---- |
| Frauen            |                                          |                 |               |                 |               |                 |      |
| Céline Goberville | Luftpistole 10 Meter                     | 577             | 8             | 114,9           | 8             | 691,9           | 8    |
| Mathilde Lamolle  | Luftpistole 10 Meter                     | 578             | 5             | 134,6           | 7             | 712,6           | 7    |
| Céline Goberville | Sportpistole 25 Meter                    | 574             | 31            | ausgeschieden   | ausgeschieden | 574             | 31   |
| Mathilde Lamolle  | Sportpistole 25 Meter                    | 582             | 12            | ausgeschieden   | ausgeschieden | 582             | 12   |
| Océanne Muller    | Luftgewehr 10 Meter                      | 630,7           | 5             | 187,7           | 5             | 818,4           | 5    |
| Océanne Muller    | Kleinkaliber Dreistellungskampf 50 Meter | 1155-43x        | 31            | ausgeschieden   | ausgeschieden | 1155            | 31   |
| Lucie Anastassiou | Skeet                                    | 119             | 9             | ausgeschieden   | ausgeschieden | 119             | 9    |
| Carole Cormenier  | Trap                                     | 117             | 12            | ausgeschieden   | ausgeschieden | 117             | 12   |
| Mélanie Couzy     | Trap                                     | 110             | 25            | ausgeschieden   | ausgeschieden | 110             | 25   |
| Männer            |                                          |                 |               |                 |               |                 |      |
| Clément Bessaguet | Schnellfeuerpistole 25 Meter             | 582             | 7             | ausgeschieden   | ausgeschieden | 582             | 7    |
| Jean Quiquampoix  | Schnellfeuerpistole 25 Meter             | 586             | 2             | 34              | 1             | 620             | Gold |
| Éric Delaunay     | Skeet                                    | 124             | 1             | 25              | 5             | 149             | 5    |
| Emmanuel Petit    | Skeet                                    | 121             | 11            | ausgeschieden   | ausgeschieden | 121             | 11   |

### Schwimmen
| Athleten                                                                     | Wettbewerb          | Vorlauf     | Vorlauf | Halbfinale    | Halbfinale    | Finale        | Finale        | Rang   |
| Athleten                                                                     | Wettbewerb          | Zeit        | Rang    | Zeit          | Rang          | Zeit          | Rang          | Rang   |
| ---------------------------------------------------------------------------- | ------------------- | ----------- | ------- | ------------- | ------------- | ------------- | ------------- | ------ |
| Frauen                                                                       |                     |             |         |               |               |               |               |        |
| Mélanie Henique                                                              | 50 m Freistil       | 24,69 s     | 13      | 24,63 s       | 11            | ausgeschieden | ausgeschieden | 11     |
| Marie Wattel                                                                 | 50 m Freistil       | 24,82 s     | 18      | 24,76 s       | 14            | ausgeschieden | ausgeschieden | 14     |
| Charlotte Bonnet                                                             | 100 m Freistil      | 53,67 s     | 15      | 54,10 s       | 15            | ausgeschieden | ausgeschieden | 15     |
| Marie Wattel                                                                 | 100 m Freistil      | 53,71 s     | 16      | 53,12 s       | 9             | ausgeschieden | ausgeschieden | 9      |
| Charlotte Bonnet                                                             | 200 m Freistil      | 1:56,88 min | 10      | 1:57,35 min   | 13            | ausgeschieden | ausgeschieden | 13     |
| Béryl Gastaldello                                                            | 100 m Rücken        | 1:00,69 min | 23      | ausgeschieden | ausgeschieden | ausgeschieden | ausgeschieden | 23     |
| Marie Wattel                                                                 | 100 m Schmetterling | 57,08 s     | 8       | 56,16 s NR    | 2             | 56,27 s       | 6             | 6      |
| Cyrielle Duhamel                                                             | 200 m Lagen         | 2:11,11 min | 11      | 2:10,84 min   | 11            | ausgeschieden | ausgeschieden | 11     |
| Fantine Lesaffre                                                             | 200 m Lagen         | 2:14,20 min | 21      | ausgeschieden | ausgeschieden | ausgeschieden | ausgeschieden | 21     |
| Fantine Lesaffre                                                             | 400 m Lagen         | 4:41,98 min | 13      | —             | —             | ausgeschieden | ausgeschieden | 13     |
| Béryl Gastaldello Charlotte Bonnet Margaux Fabre Anouchka Martin             | 4 × 100 m Freistil  | 3:36,61 min | 10      | —             | —             | ausgeschieden | ausgeschieden | 10     |
| Charlotte Bonnet Assia Touati Lucile Tessariol Margaux Fabre                 | 4 × 200 m Freistil  | 7:55,05 min | 7       | —             | —             | 7:58,18 min   | 8             | 8      |
| Lara Grangeon                                                                | 10 km Freiwasser    | —           | —       | —             | —             | 2:00:57,3 h   | 9             | 9      |
| Männer                                                                       |                     |             |         |               |               |               |               |        |
| Florent Manaudou                                                             | 50 m Freistil       | 21,65 s     | 2       | 21,53 s       | 2             | 21,55 s       | 2             | Silber |
| Maxime Grousset                                                              | 50 m Freistil       | 21,97 s     | 15      | 21,87 s       | 12            | ausgeschieden | ausgeschieden | 12     |
| Maxime Grousset                                                              | 100 m Freistil      | 48,25 s     | 12      | 47,82 s       | 8             | 47,72 s       | 4             | 4      |
| Mehdy Metella                                                                | 100 m Freistil      | 48,68 s     | 23      | ausgeschieden | ausgeschieden | ausgeschieden | ausgeschieden | 23     |
| Jonathan Atsu                                                                | 200 m Freistil      | 1:47,75 min | 28      | ausgeschieden | ausgeschieden | ausgeschieden | ausgeschieden | 28     |
| Jordan Pothain                                                               | 200 m Freistil      | 1:46,75 min | 20      | ausgeschieden | ausgeschieden | ausgeschieden | ausgeschieden | 20     |
| David Aubry                                                                  | 400 m Freistil      | 3:55,01 min | 28      | —             | —             | ausgeschieden | ausgeschieden | 28     |
| David Aubry                                                                  | 800 m Freistil      | 8:00,16 min | 29      | —             | —             | ausgeschieden | ausgeschieden | 29     |
| Théo Bussière                                                                | 100 m Brust         | 1:00,75 min | 33      | ausgeschieden | ausgeschieden | ausgeschieden | ausgeschieden | 33     |
| Antoine Viquerat                                                             | 200 m Brust         | 2:09,54 min | 12      | 2:09,97 min   | 12            | ausgeschieden | ausgeschieden | 12     |
| Yohann Ndoye Brouard                                                         | 100 m Rücken        | 53,13 s     | 6       | DSQ           | DSQ           | ausgeschieden | ausgeschieden | 16     |
| Mewen Tomac                                                                  | 100 m Rücken        | 53,49 s     | 10      | 53,62 s       | 14            | ausgeschieden | ausgeschieden | 14     |
| Yohann Ndoye Brouard                                                         | 200 m Rücken        | 1:57,96 min | 17      | 1:56,83 min   | 9             | ausgeschieden | ausgeschieden | 9      |
| Mewen Tomac                                                                  | 200 m Rücken        | 1:59,02 min | 25      | ausgeschieden | ausgeschieden | ausgeschieden | ausgeschieden | 25     |
| Mehdy Metella                                                                | 100 m Schmetterling | 51,53 s     | 10      | 51,32 s       | 9             | ausgeschieden | ausgeschieden | 9      |
| Léon Marchand                                                                | 200 m Schmetterling | 1:55,85 min | 15      | 1:55,68 min   | 14            | ausgeschieden | ausgeschieden | 14     |
| Léon Marchand                                                                | 200 m Lagen         | 1:58,30 min | 18      | ausgeschieden | ausgeschieden | ausgeschieden | ausgeschieden | 18     |
| Léon Marchand                                                                | 400 m Lagen         | 4:10,09 min | 7       | —             | —             | 4:11,16 min   | 6             | 6      |
| Maxime Grousset Florent Manaudou Mehdy Metella Clément Mignon Charles Rihoux | 4 × 100 m Freistil  | 3:12,35 min | 4       | —             | —             | 3:11,09 min   | 6             | 6      |
| Jonathan Atsu Jordan Pothain Hadrien Salvan Enzo Tesic                       | 4 × 200 m Freistil  | 7:08,88 min | 11      | —             | —             | ausgeschieden | ausgeschieden | 11     |
| Léon Marchand Mehdy Metella Yohann Ndoye Brouard Antoine Viquerat            | 4 × 100 m Lagen     | 3:33,41 min | 10      | —             | —             | ausgeschieden | ausgeschieden | 10     |
| David Aubry                                                                  | 10 km Freiwasser    | —           | —       | —             | —             | DNF           | DNF           | DNF    |
| Marc-Antoine Olivier                                                         | 10 km Freiwasser    | —           | —       | —             | —             | 1:50:23,0 h   | 6             | 6      |

### Segeln
| Athleten                          | Wettbewerb      | Qualifikation | Qualifikation | Medal Race    | Medal Race    | Punkte | Rang   |
| Athleten                          | Wettbewerb      | Punkte        | Rang          | Punkte        | Rang          | Punkte | Rang   |
| --------------------------------- | --------------- | ------------- | ------------- | ------------- | ------------- | ------ | ------ |
| Frauen                            |                 |               |               |               |               |        |        |
| Charline Picon                    | Windsurfen RS:X | 36            | 2             | 2             | 1             | 38     | Silber |
| Marie Bolou                       | Laser Radial    | 121           | 11            | ausgeschieden | ausgeschieden | 121    | 11     |
| Camille Lecointre Aloïse Retornaz | 470er           | 42            | 2             | 12            | 6             | 54     | Bronze |
| Lili Sebesi Albane Dubois         | 49erFX          | 95            | 7             | 16            | 8             | 111    | 9      |
| Männer                            |                 |               |               |               |               |        |        |
| Thomas Goyard                     | Windsurfen RS:X | 52            | 2             | 22            | 11            | 74     | Silber |
| Jean Baptiste Bernaz              | Laser           | 90            | 9             | 2             | 1             | 92     | 6      |
| Kevin Peponnet Jérémie Mion       | 470er           | 87            | 11            | ausgeschieden | ausgeschieden | 87     | 11     |
| Lucas Rual Émile Amoros           | 49er            | 134           | 15            | ausgeschieden | ausgeschieden | 134    | 15     |
| Mixed                             |                 |               |               |               |               |        |        |
| Manon Audinet Quentin Delapierre  | Nacra 17        | 76            | 8             | 8             | 4             | 84     | 8      |

### Skateboard
| Athleten            | Wettbewerb | Qualifikation | Qualifikation | Finale        | Finale        | Rang |
| Athleten            | Wettbewerb | Punkte        | Rang          | Punkte        | Rang          | Rang |
| ------------------- | ---------- | ------------- | ------------- | ------------- | ------------- | ---- |
| Frauen              |            |               |               |               |               |      |
| Madeleine Larcheron | Park       | 32,34         | 13            | ausgeschieden | ausgeschieden | 13   |
| Charlotte Hym       | Street     | 5,34          | 17            | ausgeschieden | ausgeschieden | 17   |
| Männer              |            |               |               |               |               |      |
| Vincent Matheron    | Park       | 74,07         | 7             | 42,33         | 7             | 7    |
| Aurélien Giraud     | Street     | 35,88         | 1             | 29,09         | 6             | 6    |
| Vincent Milou       | Street     | 34,36         | 5             | 34,14         | 4             | 4    |

### Sportklettern
| Athleten         | Wettbewerb             | Qualifikation | Qualifikation | Qualifikation | Qualifikation | Qualifikation | Finale        | Finale        | Finale        | Finale        | Finale        | Rang |
| Athleten         | Wettbewerb             | Speed         | Bouldern      | Schwierigkeit | Punkte        | Rang          | Speed         | Bouldern      | Schwierigkeit | Punkte        | Rang          | Rang |
| ---------------- | ---------------------- | ------------- | ------------- | ------------- | ------------- | ------------- | ------------- | ------------- | ------------- | ------------- | ------------- | ---- |
| Frauen           |                        |               |               |               |               |               |               |               |               |               |               |      |
| Julia Chanourdie | Olympische Kombination | 8             | 15            | 9             | 1080          | 13            | ausgeschieden | ausgeschieden | ausgeschieden | ausgeschieden | ausgeschieden | 13   |
| Anouck Jaubert   | Olympische Kombination | 2             | 13            | 15            | 390           | 8             | 2             | 6             | 7             | 84            | 6             | 6    |
| Männer           |                        |               |               |               |               |               |               |               |               |               |               |      |
| Mickaël Mawem    | Olympische Kombination | 3             | 1             | 11            | 33            | 1             | 3             | 2             | 7             | 42            | 5             | 5    |
| Bassa Mawem      | Olympische Kombination | 1             | 18            | 20            | 360           | 7             | DNS           | DNS           | DNS           | –             | 8             | 8    |

### Surfen
| Athleten      | Wettbewerb | 1. Runde | 1. Runde | 2. Runde | 2. Runde | 3. Runde       | 3. Runde    | Viertelfinale | Viertelfinale | Halbfinale    | Halbfinale    | Finale / Platz 3 | Finale / Platz 3 | Rang |
| Athleten      | Wettbewerb | Punkte   | Rang     | Punkte   | Rang     | Gegner         | Ergebnis    | Gegner        | Ergebnis      | Gegner        | Ergebnis      | Gegner           | Ergebnis         | Rang |
| ------------- | ---------- | -------- | -------- | -------- | -------- | -------------- | ----------- | ------------- | ------------- | ------------- | ------------- | ---------------- | ---------------- | ---- |
| Frauen        |            |          |          |          |          |                |             |               |               |               |               |                  |                  |      |
| Pauline Ado   | Shortboard | 9,17     | 3        | 9,66     | 2        | S. Fitzgibbons | 9,03:10,86  | ausgeschieden | ausgeschieden | ausgeschieden | ausgeschieden | ausgeschieden    | ausgeschieden    | 9    |
| Johanne Defay | Shortboard | 10,60    | 2        | Freilos  | Freilos  | Y. Sequeira    | 9,40:10,84  | ausgeschieden | ausgeschieden | ausgeschieden | ausgeschieden | ausgeschieden    | ausgeschieden    | 9    |
| Männer        |            |          |          |          |          |                |             |               |               |               |               |                  |                  |      |
| Jérémy Florès | Shortboard | 7,63     | 4        | 11,37    | 2        | O. Wright      | 12,90:15,00 | ausgeschieden | ausgeschieden | ausgeschieden | ausgeschieden | ausgeschieden    | ausgeschieden    | 9    |
| Michel Bourez | Shortboard | 10,10    | 2        | Freilos  | Freilos  | R. Boukhiam    | 12,43:9,40  | G. Medina     | 13,66:15,33   | ausgeschieden | ausgeschieden | ausgeschieden    | ausgeschieden    | 5    |

### Synchronschwimmen
| Athletinnen                     | Wettbewerb | Qualifikation     | Qualifikation     | Qualifikation  | Qualifikation  | Qualifikation | Qualifikation | Finale         | Finale         | Finale           | Finale           |
| Athletinnen                     | Wettbewerb | Technische Kür TK | Technische Kür TK | Freie Kür FK-Q | Freie Kür FK-Q | Gesamt        | Gesamt        | Freie Kür FK-F | Freie Kür FK-F | Gesamt TK + FK-F | Gesamt TK + FK-F |
| Athletinnen                     | Wettbewerb | Punkte            | Rang              | Punkte         | Rang           | Punkte        | Rang          | Punkte         | Rang           | Punkte           | Rang             |
| ------------------------------- | ---------- | ----------------- | ----------------- | -------------- | -------------- | ------------- | ------------- | -------------- | -------------- | ---------------- | ---------------- |
| Frauen                          |            |                   |                   |                |                |               |               |                |                |                  |                  |
| Charlotte Tremble Laura Tremble | Duett      | 88,5667           | 8                 | 87,3474        | 8              | 175,9141      | 8             | 89,6333        | 8              | 176,9807         | 8                |

### Taekwondo
| Athleten         | Wettbewerb        | Achtelfinale | Achtelfinale | Viertelfinale | Viertelfinale | Hoffnungsrunde Halbfinale | Hoffnungsrunde Halbfinale | Halbfinale    | Halbfinale    | Hoffnungsrunde Finale | Hoffnungsrunde Finale | Finale        | Finale        | Rang   |
| Athleten         | Wettbewerb        | Gegner       | Erg.         | Gegner        | Erg.          | Gegner                    | Erg.                      | Gegner        | Erg.          | Gegner                | Erg.                  | Gegner        | Erg.          | Rang   |
| ---------------- | ----------------- | ------------ | ------------ | ------------- | ------------- | ------------------------- | ------------------------- | ------------- | ------------- | --------------------- | --------------------- | ------------- | ------------- | ------ |
| Frauen           |                   |              |              |               |               |                           |                           |               |               |                       |                       |               |               |        |
| Magda Wiet-Hénin | Klasse bis 67 kg  | H. Malak     | 10:11        | ausgeschieden | ausgeschieden | ausgeschieden             | ausgeschieden             | ausgeschieden | ausgeschieden | ausgeschieden         | ausgeschieden         | ausgeschieden | ausgeschieden | 11     |
| Althéa Laurin    | Klasse über 67 kg | B. Acosta    | 21:3         | S. Zheng      | 14:6          | —                         | —                         | M. Mandić     | 5:7           | A. Traoré             | 17:8                  | ausgeschieden | ausgeschieden | Bronze |

### Tennis
| Athleten                            | Wettbewerb | 1. Runde                     | 1. Runde           | 2. Runde          | 2. Runde       | Achtelfinale                | Achtelfinale   | Viertelfinale  | Viertelfinale  | Halbfinale    | Halbfinale    | Finale / Platz 3 | Finale / Platz 3 |
| Athleten                            | Wettbewerb | Gegner                       | Ergebnis           | Gegner            | Ergebnis       | Gegner                      | Ergebnis       | Gegner         | Ergebnis       | Gegner        | Ergebnis      | Gegner           | Ergebnis         |
| ----------------------------------- | ---------- | ---------------------------- | ------------------ | ----------------- | -------------- | --------------------------- | -------------- | -------------- | -------------- | ------------- | ------------- | ---------------- | ---------------- |
| Frauen                              |            |                              |                    |                   |                |                             |                |                |                |               |               |                  |                  |
| Fiona Ferro                         | Einzel     | A. Sevastova                 | 2:6, 6:4, 6:2      | S. Sorribes Tormo | 1:6, 4:6       | ausgeschieden               | ausgeschieden  | ausgeschieden  | ausgeschieden  | ausgeschieden | ausgeschieden | ausgeschieden    | ausgeschieden    |
| Kristina Mladenovic                 | Einzel     | P. Badosa                    | 7:64, 3:6, 0:6     | ausgeschieden     | ausgeschieden  | ausgeschieden               | ausgeschieden  | ausgeschieden  | ausgeschieden  | ausgeschieden | ausgeschieden | ausgeschieden    | ausgeschieden    |
| Alizé Cornet                        | Einzel     | K. Plíšková                  | 1:6, 3:6           | ausgeschieden     | ausgeschieden  | ausgeschieden               | ausgeschieden  | ausgeschieden  | ausgeschieden  | ausgeschieden | ausgeschieden | ausgeschieden    | ausgeschieden    |
| Caroline Garcia                     | Einzel     | D. Vekić                     | 2:6, 7:62, 3:6     | ausgeschieden     | ausgeschieden  | ausgeschieden               | ausgeschieden  | ausgeschieden  | ausgeschieden  | ausgeschieden | ausgeschieden | ausgeschieden    | ausgeschieden    |
| Caroline Garcia Kristina Mladenovic | Doppel     | K. Bertens / D. Schuurs      | 6:74, 7:5, [9:11]  | —                 | —              | ausgeschieden               | ausgeschieden  | ausgeschieden  | ausgeschieden  | ausgeschieden | ausgeschieden | ausgeschieden    | ausgeschieden    |
| Alizé Cornet Fiona Ferro            | Doppel     | E. Switolina / D. Jastremska | 6:2, 6:4           | —                 | —              | B. Mattek-Sands / J. Pegula | 1:6, 4:6       | ausgeschieden  | ausgeschieden  | ausgeschieden | ausgeschieden | ausgeschieden    | ausgeschieden    |
| Männer                              |            |                              |                    |                   |                |                             |                |                |                |               |               |                  |                  |
| Gaël Monfils                        | Einzel     | I. Iwaschka                  | 4:6, 6:4, 5:7      | ausgeschieden     | ausgeschieden  | ausgeschieden               | ausgeschieden  | ausgeschieden  | ausgeschieden  | ausgeschieden | ausgeschieden | ausgeschieden    | ausgeschieden    |
| Ugo Humbert                         | Einzel     | P. Andújar                   | 7:63, 6:1          | M. Kecmanović     | 4:6, 7:65, 7:5 | S. Tsitsipas                | 2:6, 7:64, 6:2 | K. Chatschanow | 6:74, 6:4, 3:6 | ausgeschieden | ausgeschieden | ausgeschieden    | ausgeschieden    |
| Jérémy Chardy                       | Einzel     | T. Barrios Vera              | 6:1, 7:64          | A. Karazew        | 7:5, 4:6, 6:3  | L. Broady                   | 7:63, 4:6, 6:1 | A. Zverev      | 4:6, 1:6       | ausgeschieden | ausgeschieden | ausgeschieden    | ausgeschieden    |
| Gilles Simon                        | Einzel     | J. Herassimau                | 6:4, 3:6, 4:6      | ausgeschieden     | ausgeschieden  | ausgeschieden               | ausgeschieden  | ausgeschieden  | ausgeschieden  | ausgeschieden | ausgeschieden | ausgeschieden    | ausgeschieden    |
| Pierre-Hugues Herbert Nicolas Mahut | Doppel     | A. Murray / J. Salisbury     | 3:6, 2:6           | —                 | —              | ausgeschieden               | ausgeschieden  | ausgeschieden  | ausgeschieden  | ausgeschieden | ausgeschieden | ausgeschieden    | ausgeschieden    |
| Jérémy Chardy Gaël Monfils          | Doppel     | A. Bublik / A. Golubew       | 6:74, 7:63, [10:7] | —                 | —              | A. Zverev / J.-L. Struff    | 4:6, 5:7       | ausgeschieden  | ausgeschieden  | ausgeschieden | ausgeschieden | ausgeschieden    | ausgeschieden    |
| Mixed                               |            |                              |                    |                   |                |                             |                |                |                |               |               |                  |                  |
| Kristina Mladenovic Nicolas Mahut   | Mixed      | J. Wesnina A. Karazew        | 4:6, 2:6           | —                 | —              | —                           | —              | ausgeschieden  | ausgeschieden  | ausgeschieden | ausgeschieden | ausgeschieden    | ausgeschieden    |
| Fiona Ferro Pierre-Hugues Herbert   | Mixed      | I. Świątek / Ł. Kubot        | 3:6, 6:73          | —                 | —              | —                           | —              | ausgeschieden  | ausgeschieden  | ausgeschieden | ausgeschieden | ausgeschieden    | ausgeschieden    |

### Tischtennis
| Athleten                                           | Wettbewerb | 1. Runde     | 1. Runde | 2. Runde        | 2. Runde      | 3. Runde       | 3. Runde      | Achtelfinale             | Achtelfinale  | Viertelfinale              | Viertelfinale | Halbfinale        | Halbfinale    | Finale/Platz 3           | Finale/Platz 3 | Rang  |
| Athleten                                           | Wettbewerb | Gegner       | Erg.     | Gegner          | Erg.          | Gegner         | Erg.          | Gegner                   | Erg.          | Gegner                     | Erg.          | Gegner            | Erg.          | Gegner                   | Erg.           | Rang  |
| -------------------------------------------------- | ---------- | ------------ | -------- | --------------- | ------------- | -------------- | ------------- | ------------------------ | ------------- | -------------------------- | ------------- | ----------------- | ------------- | ------------------------ | -------------- | ----- |
| Frauen                                             |            |              |          |                 |               |                |               |                          |               |                            |               |                   |               |                          |                |       |
| Yuan Jia Nan                                       | Einzel     | Yousra Helmy | 4:0      | Bruna Takahashi | 4:0           | Jeon Ji-hee    | 3:4           | ausgeschieden            | ausgeschieden | ausgeschieden              | ausgeschieden | ausgeschieden     | ausgeschieden | ausgeschieden            | ausgeschieden  | 17–32 |
| Prithika Pavade                                    | Einzel     | Jana Noskowa | 2:4      | ausgeschieden   | ausgeschieden | ausgeschieden  | ausgeschieden | ausgeschieden            | ausgeschieden | ausgeschieden              | ausgeschieden | ausgeschieden     | ausgeschieden | ausgeschieden            | ausgeschieden  | 49–64 |
| Yuan Jia Nan Prithika Pavade Stéphanie Loeuillette | Mannschaft | —            | —        | —               | —             | —              | —             | Singapur                 | 0:3           | ausgeschieden              | ausgeschieden | ausgeschieden     | ausgeschieden | ausgeschieden            | ausgeschieden  | 9–16  |
| Männer                                             |            |              |          |                 |               |                |               |                          |               |                            |               |                   |               |                          |                |       |
| Simon Gauzy                                        | Einzel     | —            | —        | —               | —             | Jonathan Groth | 4:0           | Ma Long                  | 1:4           | ausgeschieden              | ausgeschieden | ausgeschieden     | ausgeschieden | ausgeschieden            | ausgeschieden  | 9–16  |
| Emmanuel Lebesson                                  | Einzel     | —            | —        | Andrej Gaćina   | 4:0           | Fan Zhendong   | 0:4           | ausgeschieden            | ausgeschieden | ausgeschieden              | ausgeschieden | ausgeschieden     | ausgeschieden | ausgeschieden            | ausgeschieden  | 17–32 |
| Simon Gauzy Emmanuel Lebesson Alexandre Cassin     | Mannschaft | —            | —        | —               | —             | —              | —             | Hongkong                 | 3:0           | Volksrepublik China        | 0:3           | ausgeschieden     | ausgeschieden | ausgeschieden            | ausgeschieden  | 5–8   |
| Mixed                                              |            |              |          |                 |               |                |               |                          |               |                            |               |                   |               |                          |                |       |
| Emmanuel Lebesson Yuan Jia Nan                     | Doppel     | —            | —        | —               | —             | —              | —             | Hu Heming Melissa Tapper | 4:0           | Wong Chun Ting Doo Hoi Kem | 4:3           | Xu Xin Liu Shiwen | 0:4           | Lin Yun-ju Cheng I-ching | 0:4            | 4     |

### Triathlon
| Athleten                                                       | Wettbewerb | Zeit      | Rang   |
| -------------------------------------------------------------- | ---------- | --------- | ------ |
| Frauen                                                         |            |           |        |
| Léonie Périault                                                | Einzel     | 1:57:49 h | 5      |
| Cassandre Beaugrand                                            | Einzel     | DNF       | DNF    |
| Männer                                                         |            |           |        |
| Vincent Luis                                                   | Einzel     | 1:46:24 h | 13     |
| Dorian Coninx                                                  | Einzel     | 1:46:48 h | 17     |
| Léo Bergère                                                    | Einzel     | 1:47:20 h | 21     |
| Mixed                                                          |            |           |        |
| Léonie Périault Dorian Coninx Cassandre Beaugrand Vincent Luis | Staffel    | 1:24:04 h | Bronze |

### Turnen

#### Gerätturnen
| Athleten                                                              | Wettbewerb           | Qualifikation | Qualifikation | Finale        | Finale        | Rang |
| Athleten                                                              | Wettbewerb           | Punkte        | Rang          | Punkte        | Rang          | Rang |
| --------------------------------------------------------------------- | -------------------- | ------------- | ------------- | ------------- | ------------- | ---- |
| Frauen                                                                |                      |               |               |               |               |      |
| Marine Boyer                                                          | Boden                | 12,733        | 44            | ausgeschieden | ausgeschieden | 44   |
| Mélanie de Jesus dos Santos                                           | Boden                | 13,166        | 25            | ausgeschieden | ausgeschieden | 25   |
| Aline Friess                                                          | Boden                | 12,500        | 56            | ausgeschieden | ausgeschieden | 56   |
| Carolann Héduit                                                       | Boden                | 12,900        | 34            | ausgeschieden | ausgeschieden | 34   |
| Marine Boyer                                                          | Schwebebalken        | 13,466        | 22            | ausgeschieden | ausgeschieden | 22   |
| Mélanie de Jesus dos Santos                                           | Schwebebalken        | 13,233        | 26            | ausgeschieden | ausgeschieden | 26   |
| Aline Friess                                                          | Schwebebalken        | 12,500        | 51            | ausgeschieden | ausgeschieden | 51   |
| Carolann Héduit                                                       | Schwebebalken        | 13,200        | 28            | ausgeschieden | ausgeschieden | 28   |
| Marine Boyer                                                          | Stufenbarren         | 10,400        | 84            | ausgeschieden | ausgeschieden | 84   |
| Mélanie de Jesus dos Santos                                           | Stufenbarren         | 14,566        | 11            | 14,033        | 6             | 6    |
| Aline Friess                                                          | Stufenbarren         | 13,666        | 31            | ausgeschieden | ausgeschieden | 31   |
| Carolann Héduit                                                       | Stufenbarren         | 13,966        | 25            | ausgeschieden | ausgeschieden | 25   |
| Marine Boyer                                                          | Mehrkampf Einzel     | 50,332        | 60            | ausgeschieden | ausgeschieden | 60   |
| Mélanie de Jesus dos Santos                                           | Mehrkampf Einzel     | 55,431        | 10            | 53,698        | 11            | 11   |
| Aline Friess                                                          | Mehrkampf Einzel     | 53,632        | 25            | ausgeschieden | ausgeschieden | 25   |
| Carolann Héduit                                                       | Mehrkampf Einzel     | 54,299        | 18            | 53,565        | 12            | 12   |
| Marine Boyer Mélanie de Jesus dos Santos Aline Friess Carolann Héduit | Mehrkampf Mannschaft | 164,561       | 4             | 163,264       | 6             | 6    |
| Männer                                                                |                      |               |               |               |               |      |
| Loris Frasca                                                          | Boden                | 13,700        | 38            | ausgeschieden | ausgeschieden | 38   |
| Loris Frasca                                                          | Pauschenpferd        | 13,766        | 27            | ausgeschieden | ausgeschieden | 27   |
| Cyril Tommasone                                                       | Pauschenpferd        | 13,100        | 43            | ausgeschieden | ausgeschieden | 43   |
| Loris Frasca                                                          | Ringe                | 13,100        | 56            | ausgeschieden | ausgeschieden | 56   |
| Samir Aït Saïd                                                        | Ringe                | 15,066        | 3             | 14,900        | 4             | 4    |
| Loris Frasca                                                          | Sprung               | 13,433        | 20            | ausgeschieden | ausgeschieden | 20   |
| Loris Frasca                                                          | Barren               | 13,433        | 56            | ausgeschieden | ausgeschieden | 56   |
| Loris Frasca                                                          | Reck                 | 12,833        | 55            | ausgeschieden | ausgeschieden | 55   |
| Loris Frasca                                                          | Mehrkampf Einzel     | 80,332        | 44            | ausgeschieden | ausgeschieden | 44   |

#### Trampolinturnen
| Athleten      | Wettbewerb | Qualifikation | Qualifikation | Finale        | Finale        | Rang |
| Athleten      | Wettbewerb | Punkte        | Rang          | Punkte        | Rang          | Rang |
| ------------- | ---------- | ------------- | ------------- | ------------- | ------------- | ---- |
| Frauen        |            |               |               |               |               |      |
| Léa Labrousse | Einzel     | 68,085        | 12            | ausgeschieden | ausgeschieden | 12   |
| Männer        |            |               |               |               |               |      |
| Allan Morante | Einzel     | 34,190        | 16            | ausgeschieden | ausgeschieden | 16   |

### Volleyball
| Wettbewerb    | Männer |
| ------------- | --- |
| Athleten      | Barthélémy Chinenyeze Jenia Grebennikov Jean Patry Benjamin Toniutti Kévin Tillie Earvin N’Gapeth Antoine Brizard Stephen Boyer Nicolas Le Goff Daryl Bultor Trévor Clévenot Yacine Louati |
| Trainer       | Laurent Tillie |
| Gruppenphase  | Vereinigte Staaten (0:3) Tunesien (3:0) Argentinien (2:3) ROC (3:1) Brasilien (2:3) |
| Viertelfinale | Polen (3:2) |
| Halbfinale    | Argentinien (3:0) |
| Finale        | ROC (3:2) |
| Platzierung   | Gold |

### Wasserspringen
| Athleten        | Wettbewerb        | Vorkampf | Vorkampf | Halbfinale    | Halbfinale    | Finale        | Finale        | Rang |
| Athleten        | Wettbewerb        | Punkte   | Rang     | Punkte        | Rang          | Punkte        | Rang          | Rang |
| --------------- | ----------------- | -------- | -------- | ------------- | ------------- | ------------- | ------------- | ---- |
| Frauen          |                   |          |          |               |               |               |               |      |
| Alaïs Kalonji   | Turmspringen 10 m | 295,90   | 14       | 269,00        | 16            | ausgeschieden | ausgeschieden | 16   |
| Männer          |                   |          |          |               |               |               |               |      |
| Alexis Jandard  | Kunstspringen 3 m | 423,60   | 11       | 357,85        | 16            | ausgeschieden | ausgeschieden | 16   |
| Matthieu Rosset | Turmspringen 10 m | 275,70   | 29       | ausgeschieden | ausgeschieden | ausgeschieden | ausgeschieden | 29   |